# Арнолд (Пенсилванија)
Арнолд (енгл. Arnold) град је у америчкој савезној држави Пенсилванија. По попису становништва из 2010. у њему је живело 5.157 становника.

## Демографија
Према попису становништва из 2010. у граду је живело 5.157 становника, што је 510 (9,0%) становника мање него 2000. године.
| Група             | 2000.         | 2010.         |
| Белци             | 4.761 (84,0%) | 3.765 (73,0%) |
| Афроамериканци    | 723 (12,8%)   | 1.032 (20,0%) |
| Азијати           | 8 (0,1%)      | 12 (0,2%)     |
| Хиспаноамериканци | 64 (1,1%)     | 119 (2,3%)    |
| Укупно            | 5.667         | 5.157         |